# Tåby kyrka

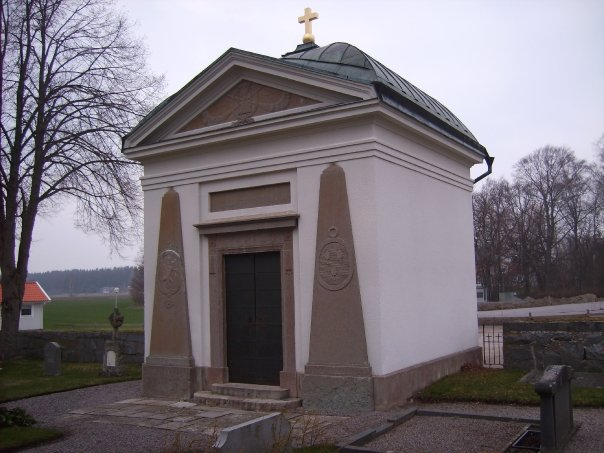
Det som tidigare var Mems gravkor med inskriptionen Didrich Henric Taube och Beata Magdalena Ribbing är numera Tåby församlings gravkapell.

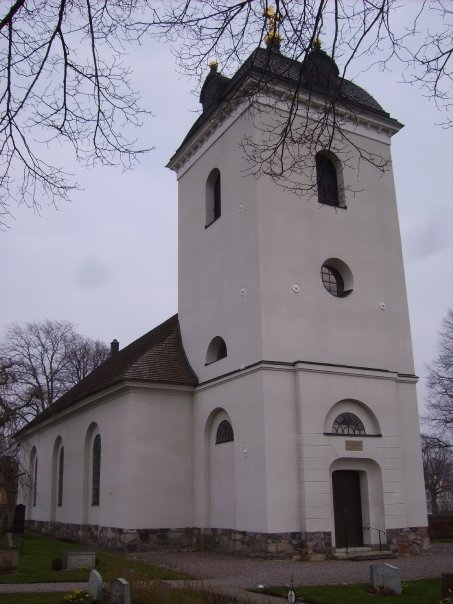
Tåby kyrka.

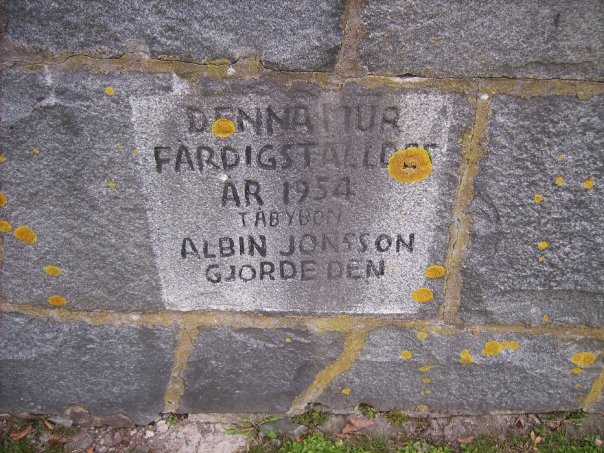
Stenmuren runt Tåby kyrka. En minnessten är ilagd och dess text lyder: Denna mur färdigställdes år 1954. Tåbybon Albin Jonsson gjorde den.

Tåby kyrka är en kyrkobyggnad i Tåby i Tåby socken i Östergötland. Den ligger på Vikbolandet 5 km nordost om Söderköping. Kyrkan tillhör Västra Vikbolandets församling i Linköpings stift.

## Historik
Tidigare fanns här en medeltida stenkyrka. Stenar som tillhört den medeltida kyrkan, bl.a. dess stenaltare, finns i den nuvarande kyrkans grundsockel.
På samma plats byggdes nya kyrkan 1788-1789. Den ritades av Jacob Wulff och uppfördes i nyklassicistisk stil, med en smalare sakristia i öster. Tornet färdigställdes 1819 i nära anslutning till Wulffs ritning från 1788.

## Inventarier
En mycket gammal relief sannolikt utbruten ur ett altarskåp finns placerad över altaret i sakristian. Den framställer Jesu dop. Då dess tillverkningstid anses vara 1400-talet, är den en av de äldsta inventarierna i kyrkan.
- Altartavla av Pehr Hörberg från 1797.
- Predikstol från 1847

## Orgel
- 1696: Orgelbyggare Johan Agerwall, Söderköping, (d. 1711) bygger det första kända orgelverket i Tåby kyrka.
- 1753: Orgelverket utökas till 6 orgelstämmor.[1]
- 1847: Sven Nordström, Norra Solberga, bygger en ny mekanisk orgel med en manual och bihangspedal. Alla fasadpipor stumma.
- 1998-1999: Restaurering av Ålems orgelverkstad, Ålem. Kontrollant: kyrkomusiker Göran Grahn.

Ursprunglig och nuvarande disposition:
| Manual C-f³            | Pedal C-h° |
| Borduna 16', B/D       | bihängd    |
| Principal 8'           |            |
| Fleut d'Amour 8'       |            |
| Viola di Gamba 8'      |            |
| Octava 4'              |            |
| Flöjt 4'               |            |
| Qvinta 3' (eg. 2 2/3') |            |
| Octava 2'              |            |
| Basun 16', B (C-c°)    |            |
| Trumpet 16', D         |            |
| Trumpet 8', B/D        |            |

## Bilder

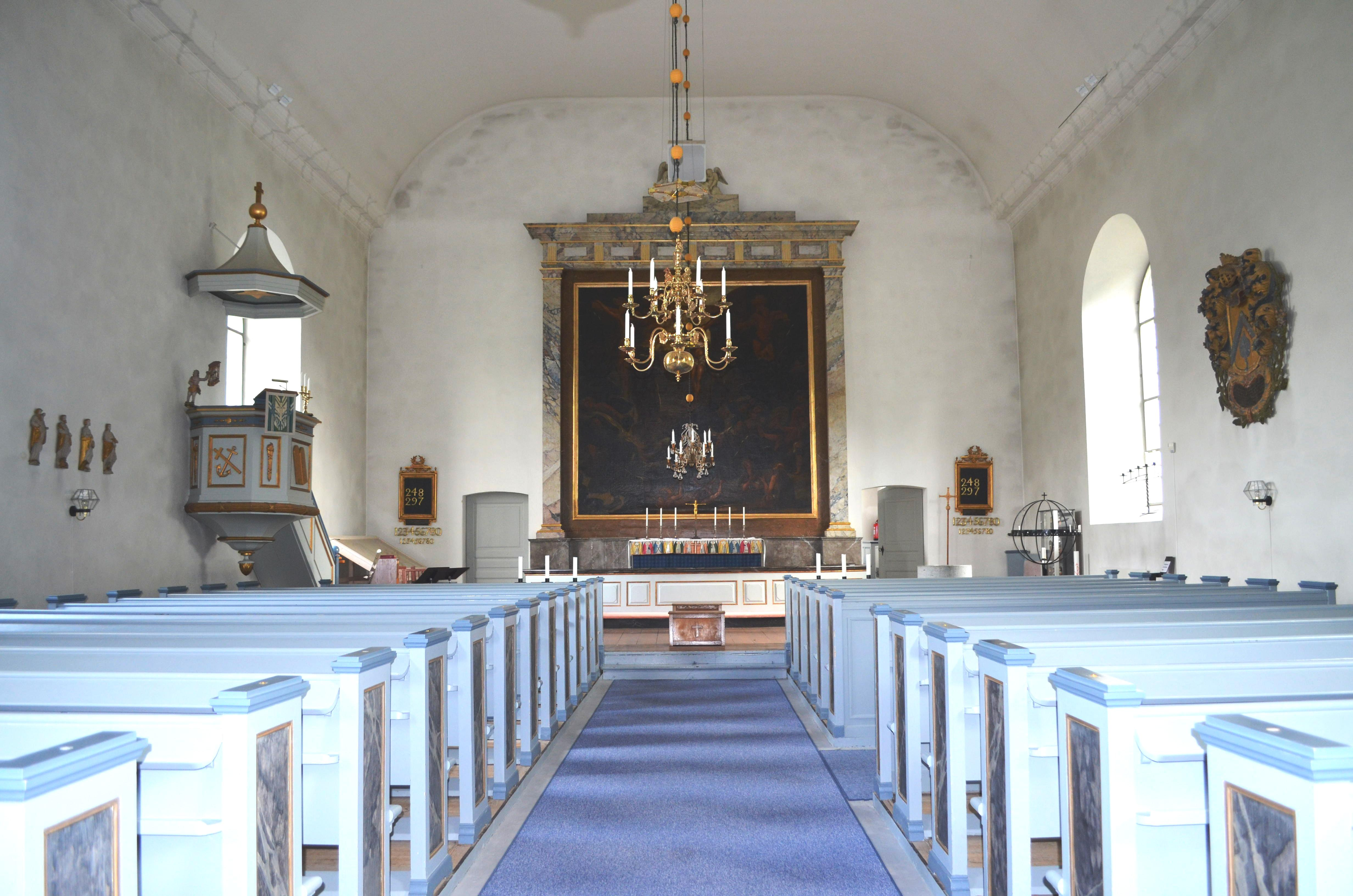
Tåby kyrkas kyrksal.
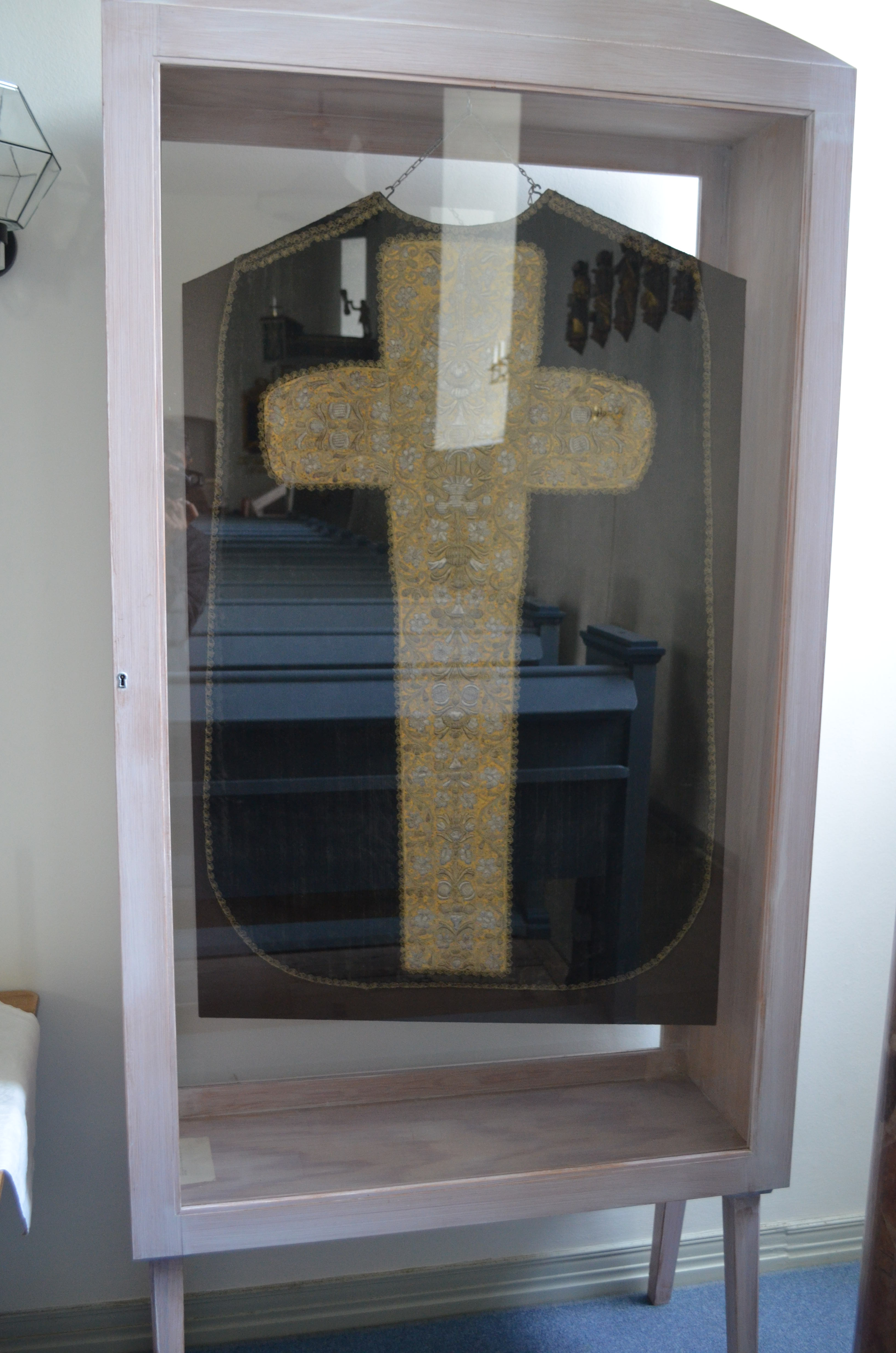
Tåby kyrka Prästkappa.
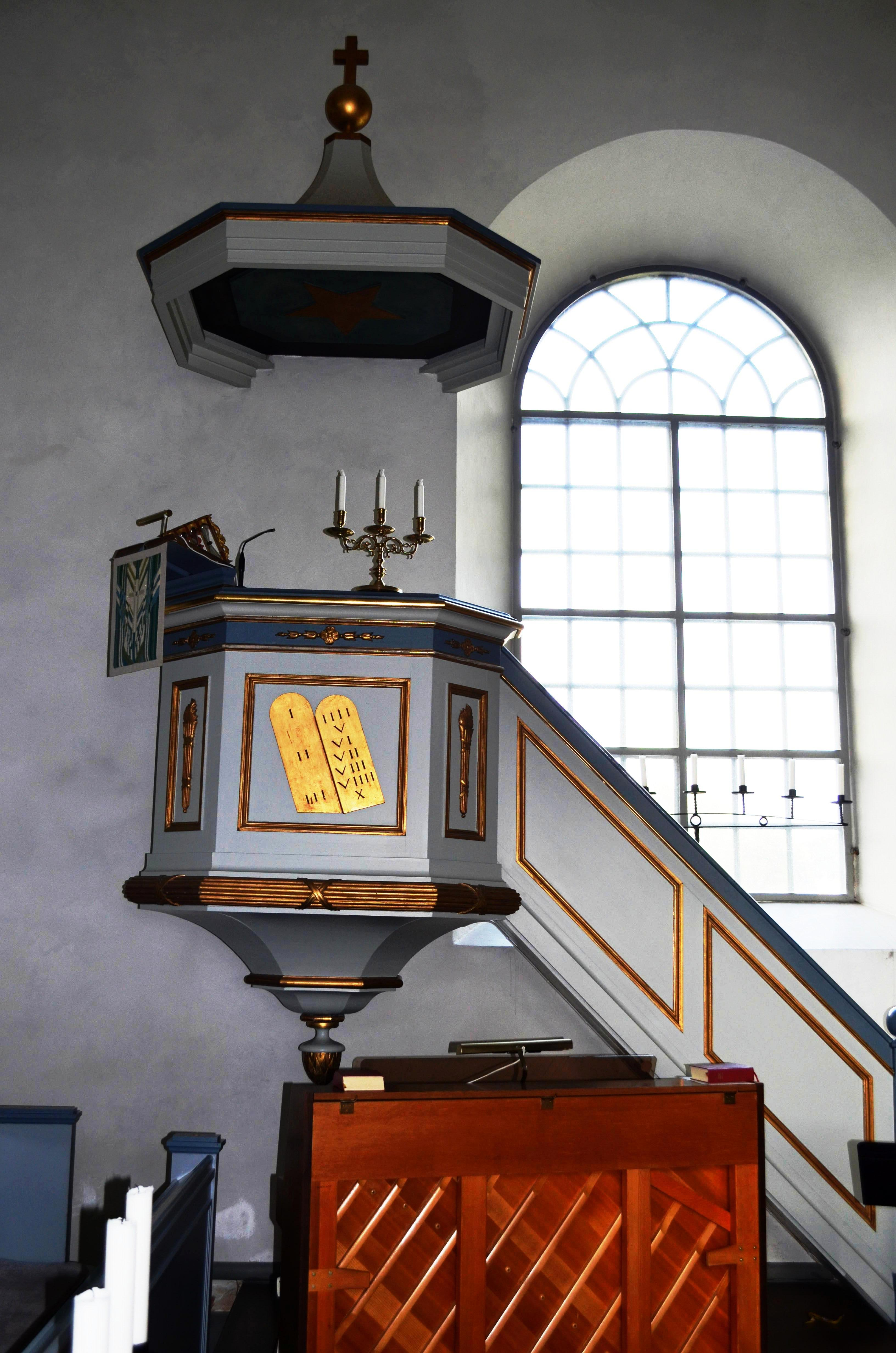
Tåby kyrkas predikstol.
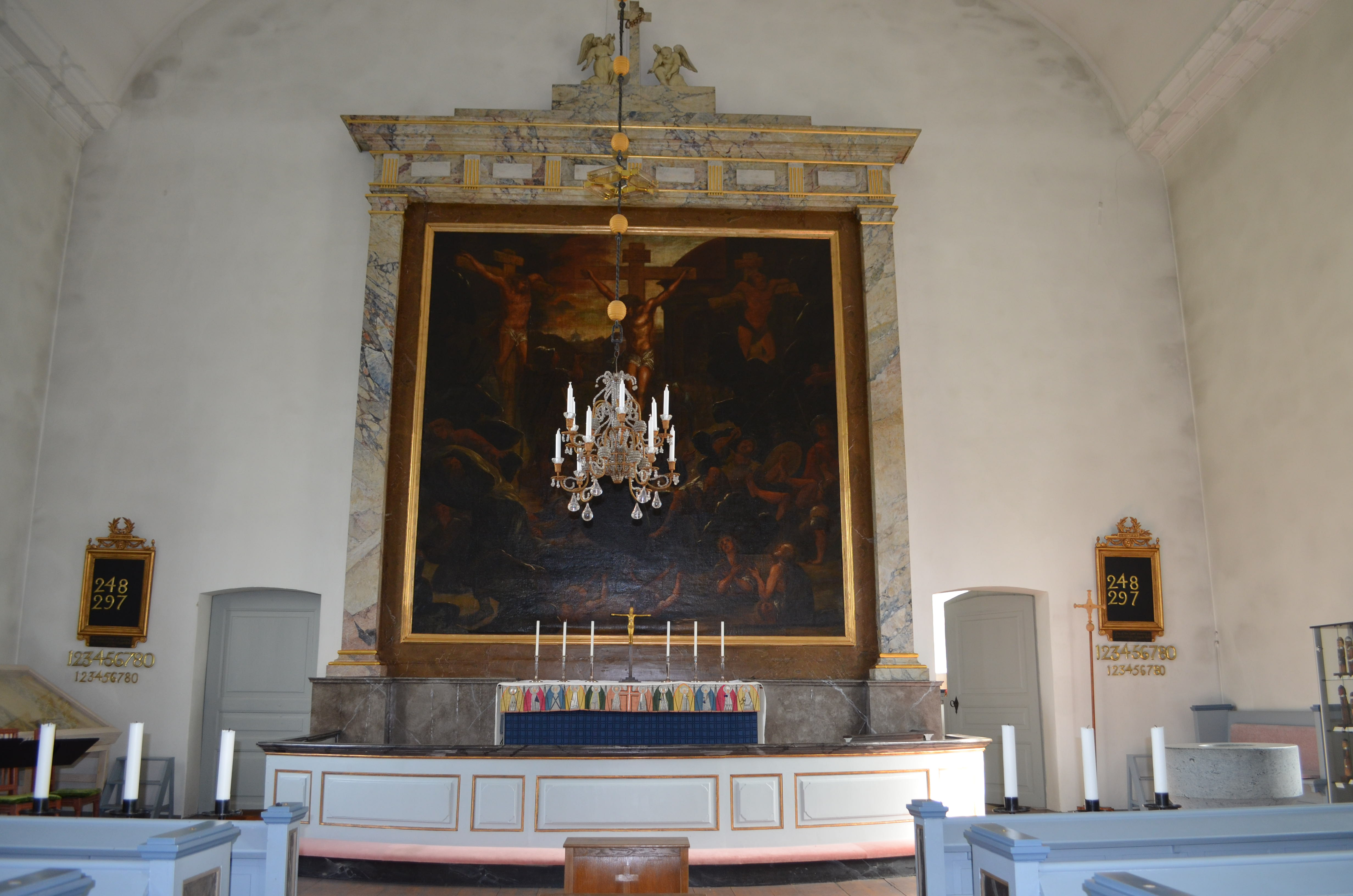
Tåby kyrkas altare.
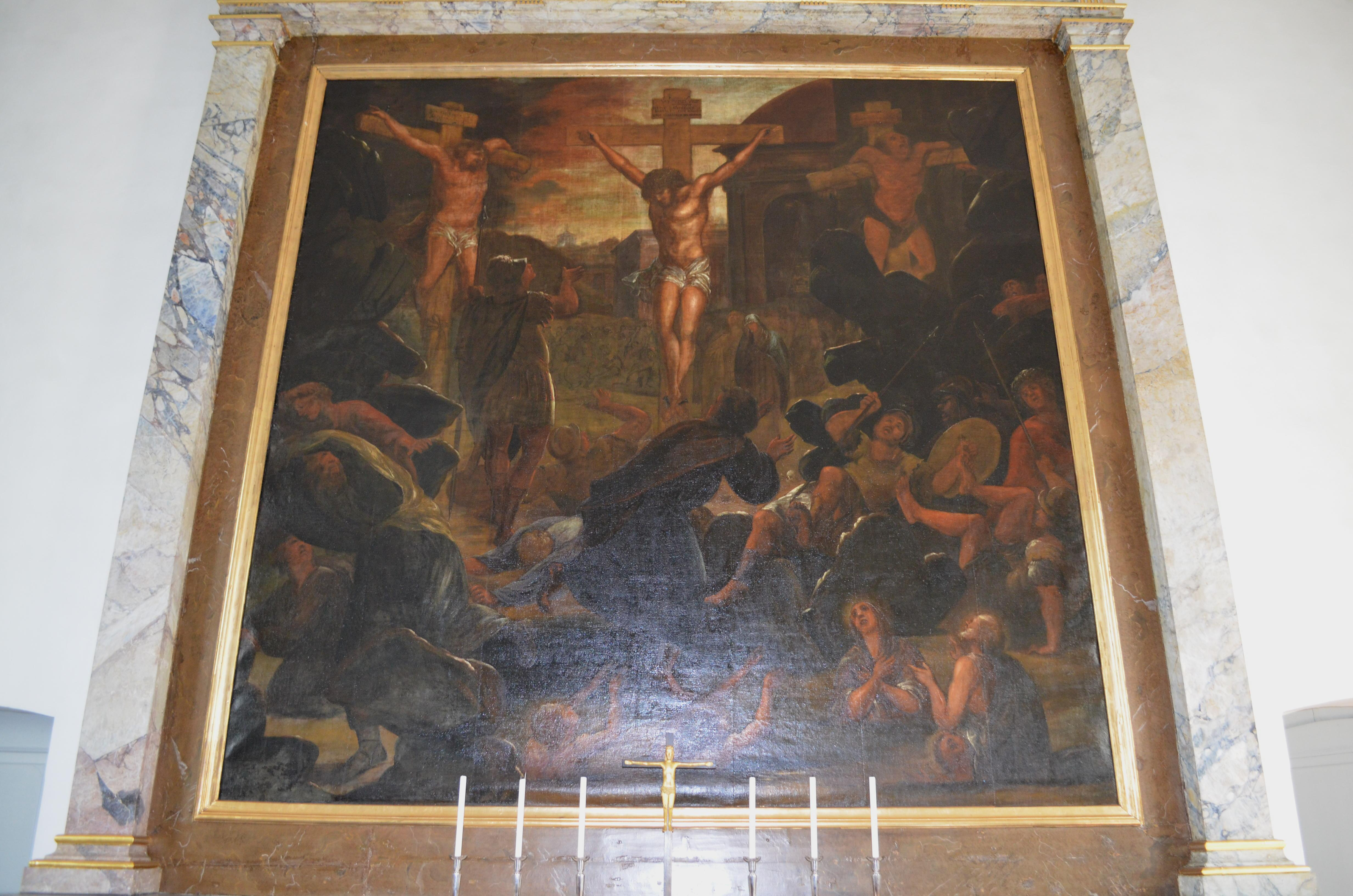
Tåby kyrkas altartavla.
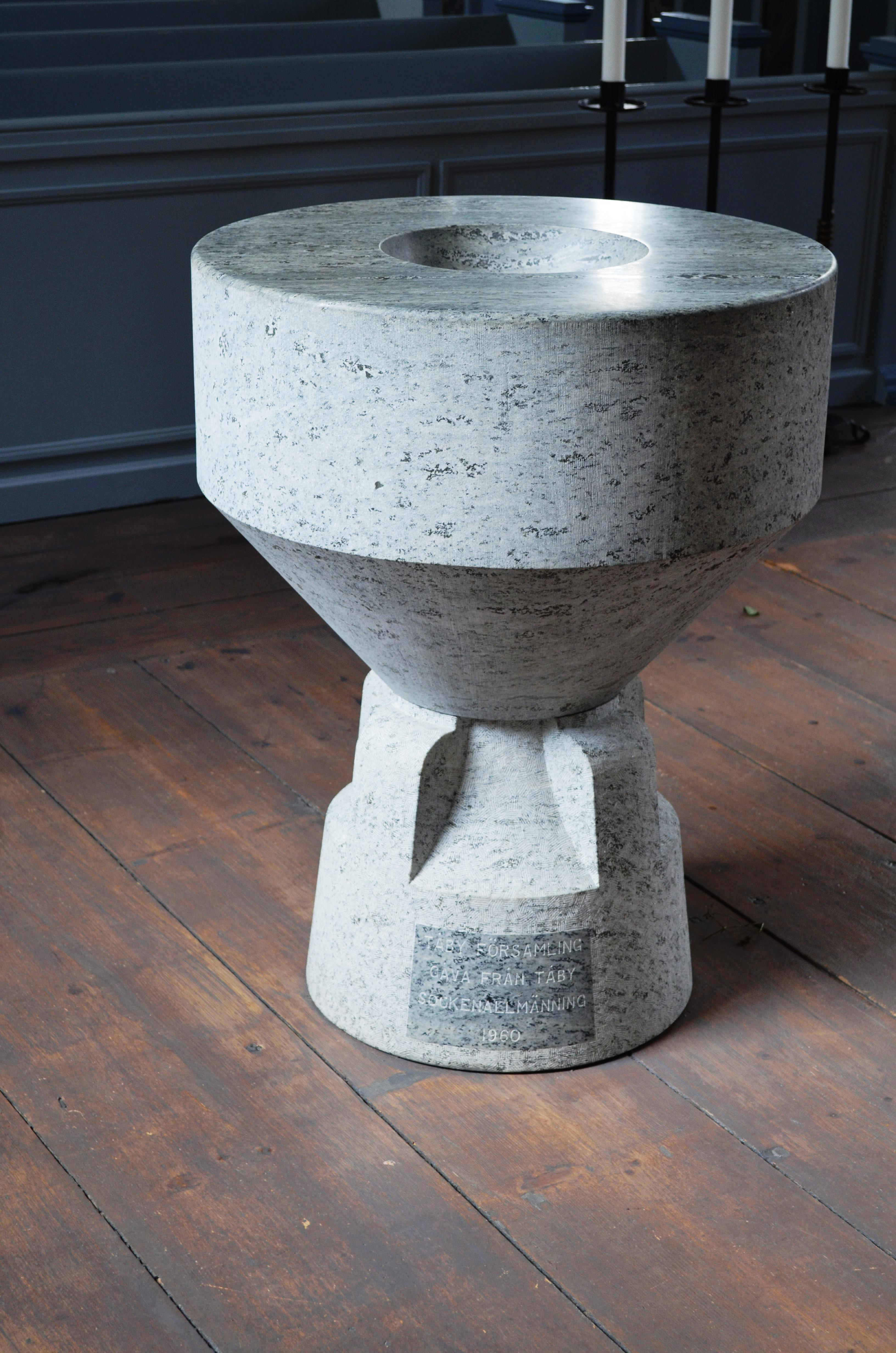
Tåby kyrkas dopfunt.
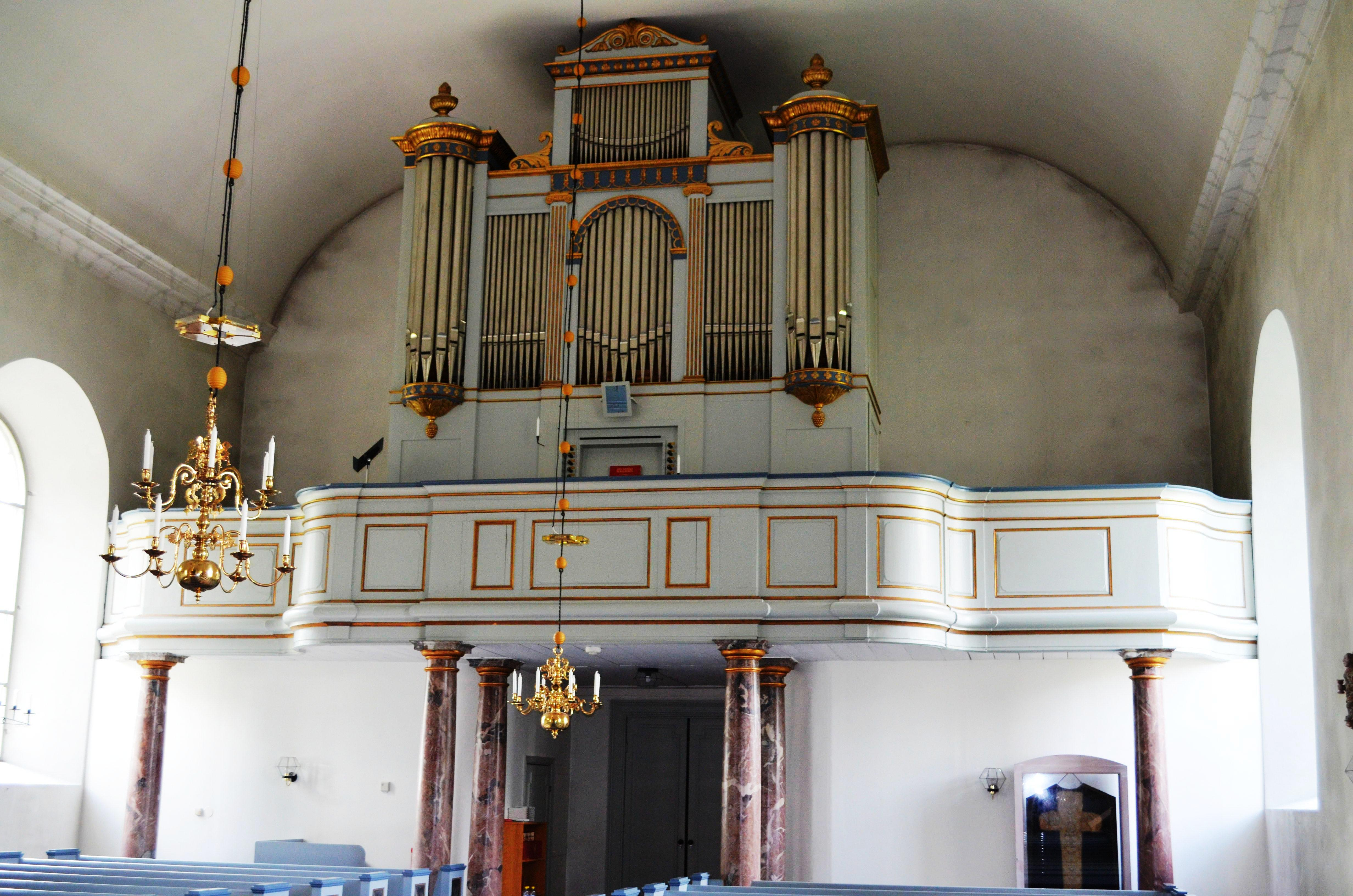
Tåby kyrkas orgelläktare.

### Fotnoter
1. ↑  Abr. Hülphers, Historisk Afhandling om Musik och Instrument särdeles om Orgwerks Inrättningen i Allmänhet jemte Kort Beskrifning öfwer Orgwerken i Swerige (1773), s. 263.